# Tetsurō Tamba
Tetsuro Tamba (japanska: 丹波哲郎?, Tama Tetsurō), född 17 juli 1922 i Tokyo, Japan, död 24 september 2006 i Mitaka, var en japansk skådespelare. Hans mest kända roll är Tiger Tanaka i bondfilmen Man lever bara två gånger 1967.